# Oleg Ljadov
Oleg Ljadov (* 29. Januar 1955 in Tallinn; † 11. April 2013 ebenda) war ein estnischer Radrennfahrer und nationaler Meister im Radsport.

## Sportliche Laufbahn
Ljadov war im Straßenradsport und im Bahnradsport aktiv. Er begann 1975 mit dem Radsport. In der Jugendklasse gewann er mehrere estnische Meistertitel. 1977 gewann er den nationalen Titel im Einzelzeitfahren, 1982 die nationale Meisterschaft im Straßenrennen, 1983 im Paarzeitfahren. 1976 war er Vizemeister im Einzelzeitfahren geworden. In den Jahren von 1976 bis 1987 wurde er neunzehnmal estnischer Meister im Bahn- und Straßenradsport. Von 1977 bis 1983 gewann Ljadow 18 Medaillen bei den sowjetischen Meisterschaften im Radsport. Er war einige Jahre lang Mitglied der sowjetischen Nationalmannschaft. 1976 siegte er im Etappenrennen Saaremaa Velotuur.
Auf der Bahn wurde er 1977 10. in der Einerverfolgung bei den Bahnradsport-Weltmeisterschaften der Amateure. 1981 wurde er estnischer Meister in der Einerverfolgung und im Zweier-Mannschaftsfahren. Bei den SKDA-Meisterschaften im Radsport 1979 gewann er die Einerverfolgung.